# Procrateria
Procrateria là một chi bướm đêm thuộc họ Noctuidae.

## Loài
- Procrateria basifascia Pinhey 1968
- Procrateria malagassa Viette 1961
- Procrateria melanoleuca Hampson 1910
- Procrateria noloides Hampson 1905
- Procrateria pterota Hampson 1909